# Дворец профилактики
Дворец профилактики или Дворец охраны здоровья в городе Днепр, Украина — трёхэтажный корпус второй рабочей больницы. 
Автор здания — архитектор Красносельский, Александр Леонтьевич. Это здание было с красивым фасадом, а теперь можно было увидеть только руины.

## История
| год начала строительства здания | 1923 год                               | тысяча девятсот двадцать третий год |  |
| архитектор                      | Александр Леонтьевич Красносельский    | 1877-1944                           |  |
| Предназначение                  | больница номер один завода петровского | 2 рабочая поликлиника               |  |
| годы функционирования           | 1927 до 2017                           | 90 лет                              |  |

в 1920—1930 годах архитектор Александр Красносельский решил спроектировать это сооружение. тогда он был приверженцем неоклассицизма — большевики считали это пережитком прошлого. это было огромное величественное здание с большим куполом над входом, большим наличником с серпом и молотом, на куполе был изображён герб советского союза, и герб медицины — чаша со змеёй. это была рабочая поликлиника 1 городской больницы чечеловского района города Днепропетровска. в честь неё назвали улицу которая проходила через это здание — профилакторная (сейчас щербаня) 1. Там функционировали травматологический, гинекологический, хирургический, офтальмологический, инфекционный, очень много процедурных, и три аптеки у главного входа и небольшая кухня. Лестница на главном входе была большою внизу одноярусная вверху двухъярусная. над главным входом располагалось трёхстворчатое окно, предназначенное для проветривания помещения главного входа. Там были ещё два, не менее интересных боковых полукруглых корпуса. В них впоследствии были проделаны входные двери, и дополнительные окна сзади фасада были заложены. Позже там сделали сад и большую лестницу к дверям.
Во время Великой Отечественной войны в одной части были разрушены крыша и перекрытия другую уничтожил пожар. В 1950 годах здание восстановили, немного изменили фасад и планировку, но большая часть былого декора была утеряна.
В своём новом облике дворец профилактики продолжил работу. В 1996 году занесён в реестр памятников архитектуры местного значения. С 2016 года дворец профилактики не эксплуатируется. сейчас он находится в аварийном состоянии и разрушается. сооружение несколько раз выставляли на аукцион но оно так и не нашло своего инвестора. для своего времени это было очень величественное здание. У него было большая численность различных кабинетов (около 100) Большими залами ожидания, гостиными покоями, а также лестницами с большими балясинами, огромными окнами, толщиной стен (1 метр!) И гранитным обрамлением полуподвального этажа. Сейчас от крыши здания мало что осталось- там есть только крыша над куполом и на левом корпусе. На данный момент в здании не осталось ни одного целого окна . в 2021 году там был сбор желающих чтобы убрать мусор на территории здания, и внутри здания , пока были целы крыша и перекрытия . Теперь там только 1 секция пола и  находиться она в левом корпусе . в 2024 году не осталось тех величественных дверей. штукатурка осыпалась. повалилась также правое крыло и половина левого.
сейчас здание с сокрушительной силой разрушается

## План
Дворец профилактики разделялся на 3 части: левый, правый корпуса, центральный портал. На первом этаже здания располагалось пятнадцать кабинетов, на втором этаже был лекционный зал и балкон по всей территории этажа. То же самое было на левом корпусе. До 1950 годов дверей на боковые входы не было, а пробили их впоследствии восстановления здания. Вход был с центрального портала в левую и правую стороны. Портал был высоким, также там было много места для кресел и стульев для ожидания приёма врача. в нем было две большие колонны обложенные плиткой в виде «трещин». На главном входе входные двери были высотой с трёх человек, а их длина достигала рекордных 5 метров. Сама планировка здания представляла собой букву «ш» с выпирающими корпусами и полуколонной сзади фасада центрального портала. Также там проводились лекции по медицине. С 2010-х здание начинает рушиться.
В ней поехали лестницы и власти установили фермы на лестничные пролёты .сейчас в здании есть только один пролёт в левом крыле. От крыши осталась 1 секция

## Изображения

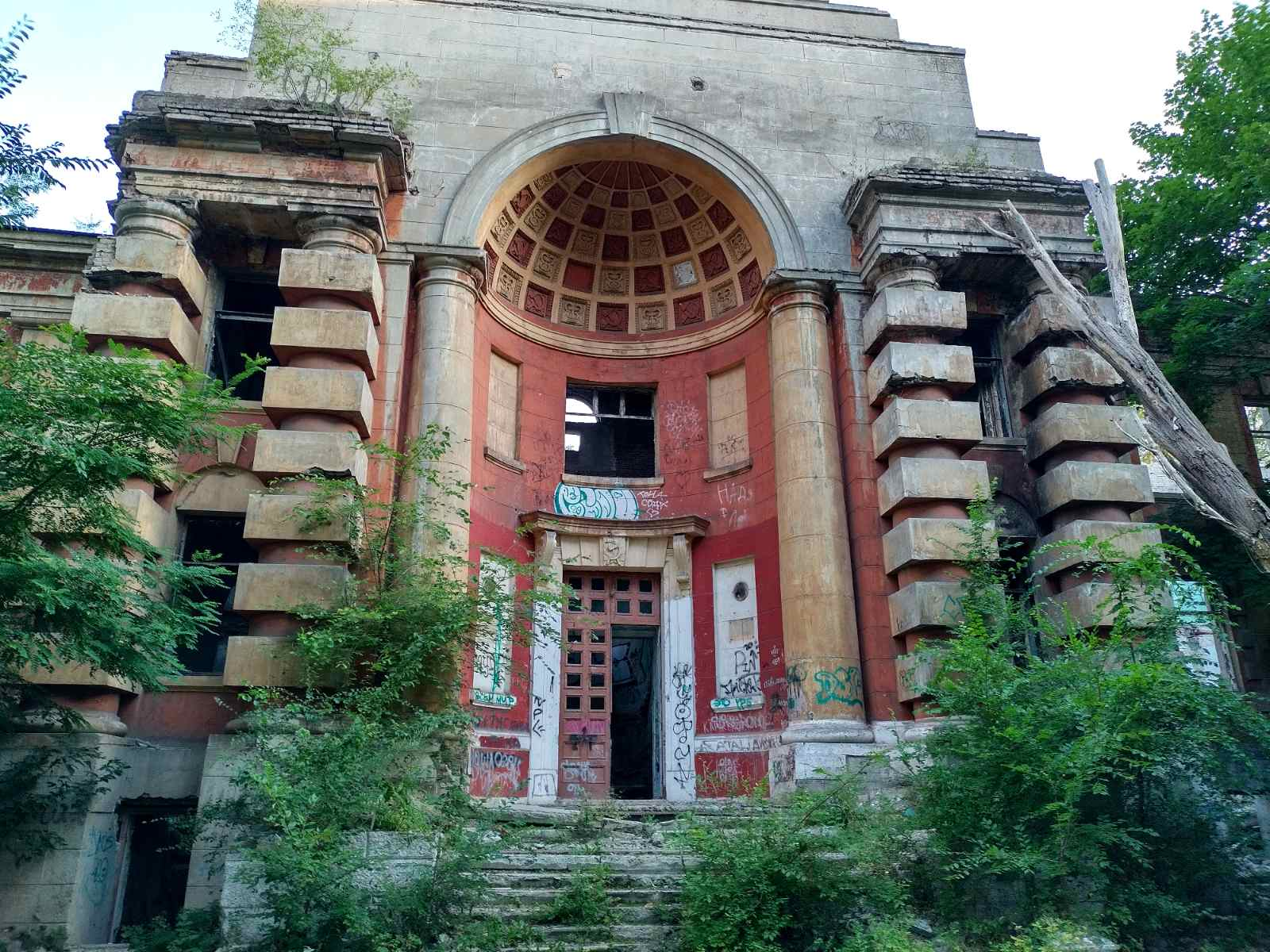
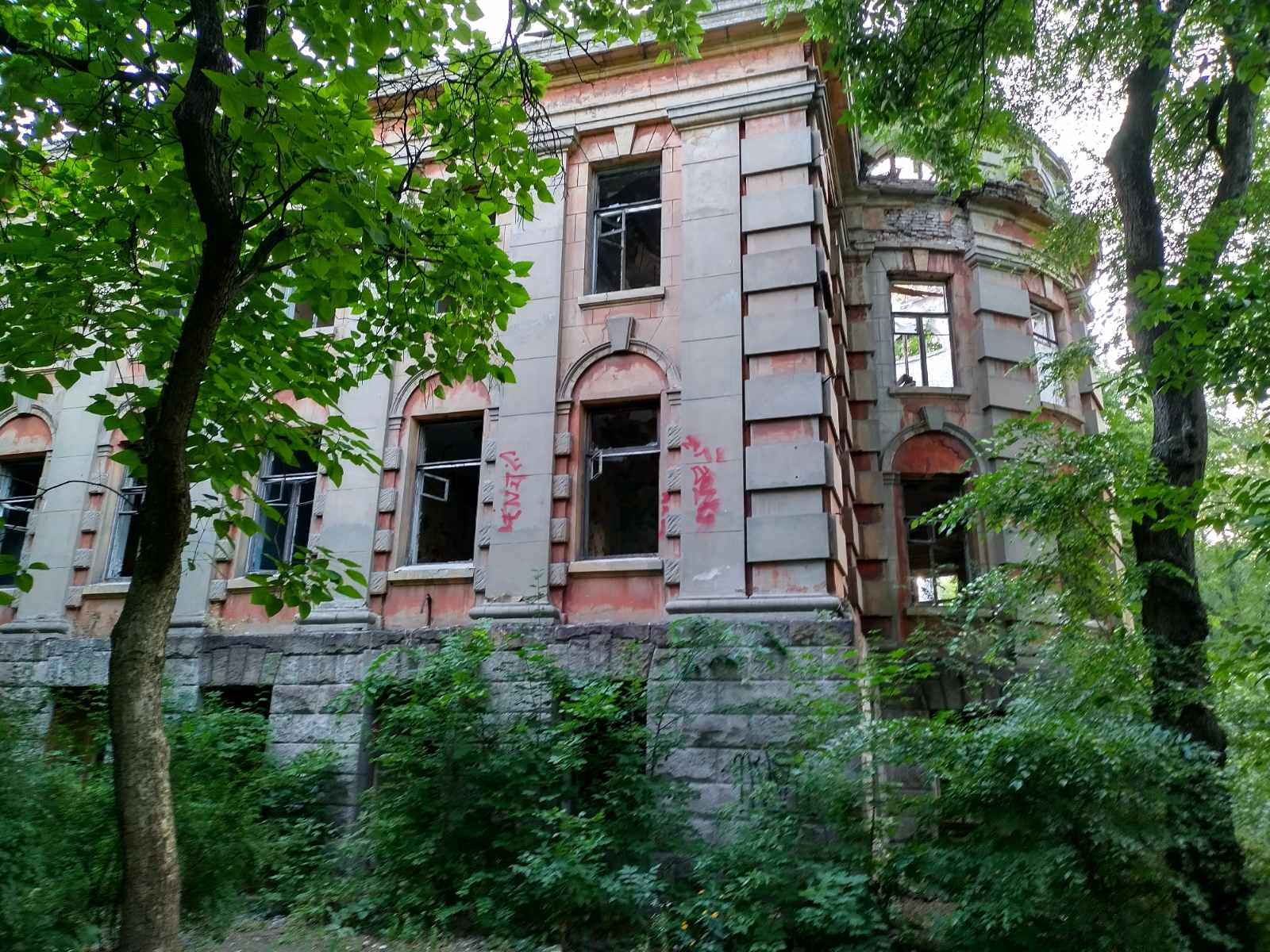
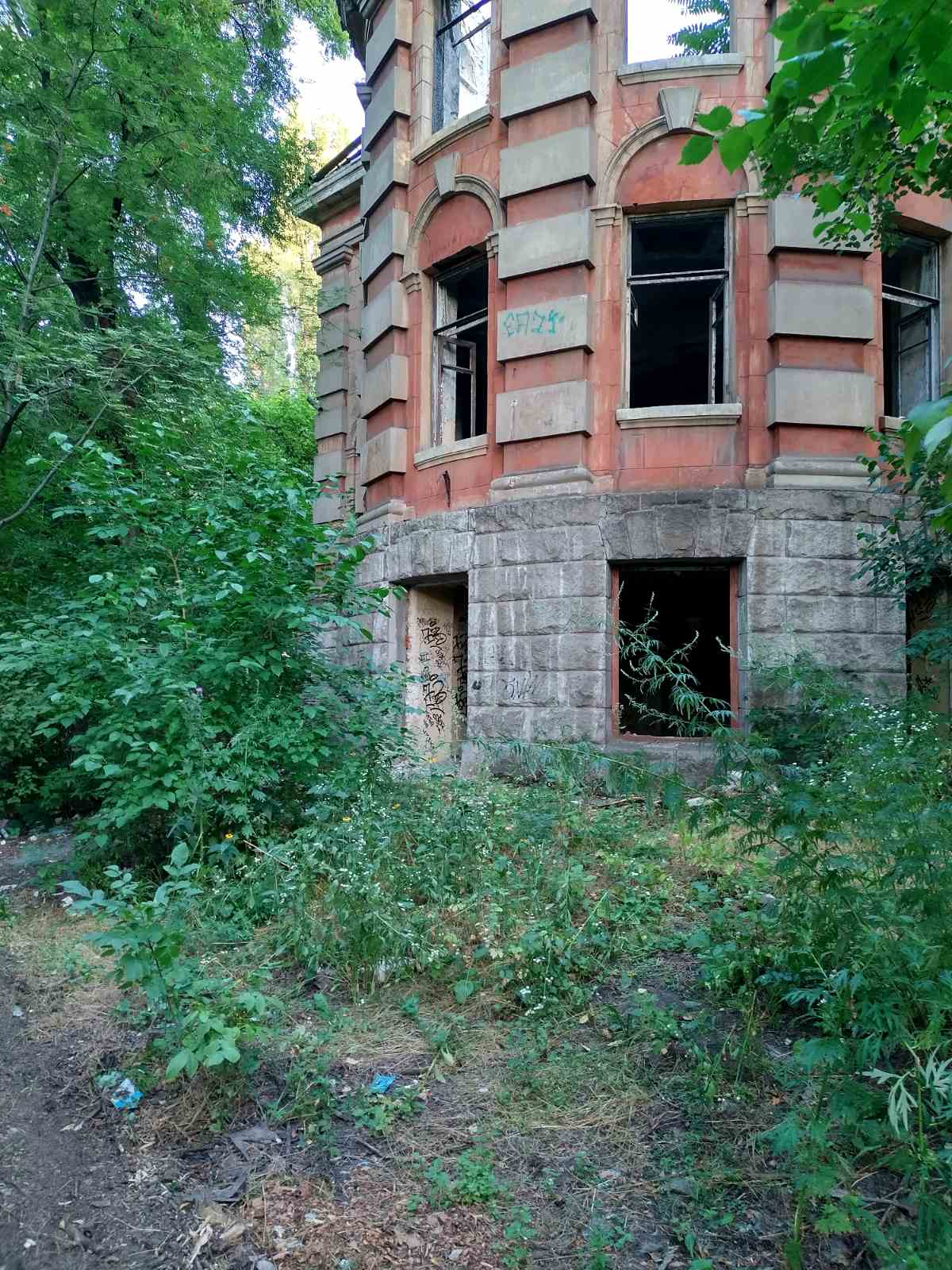
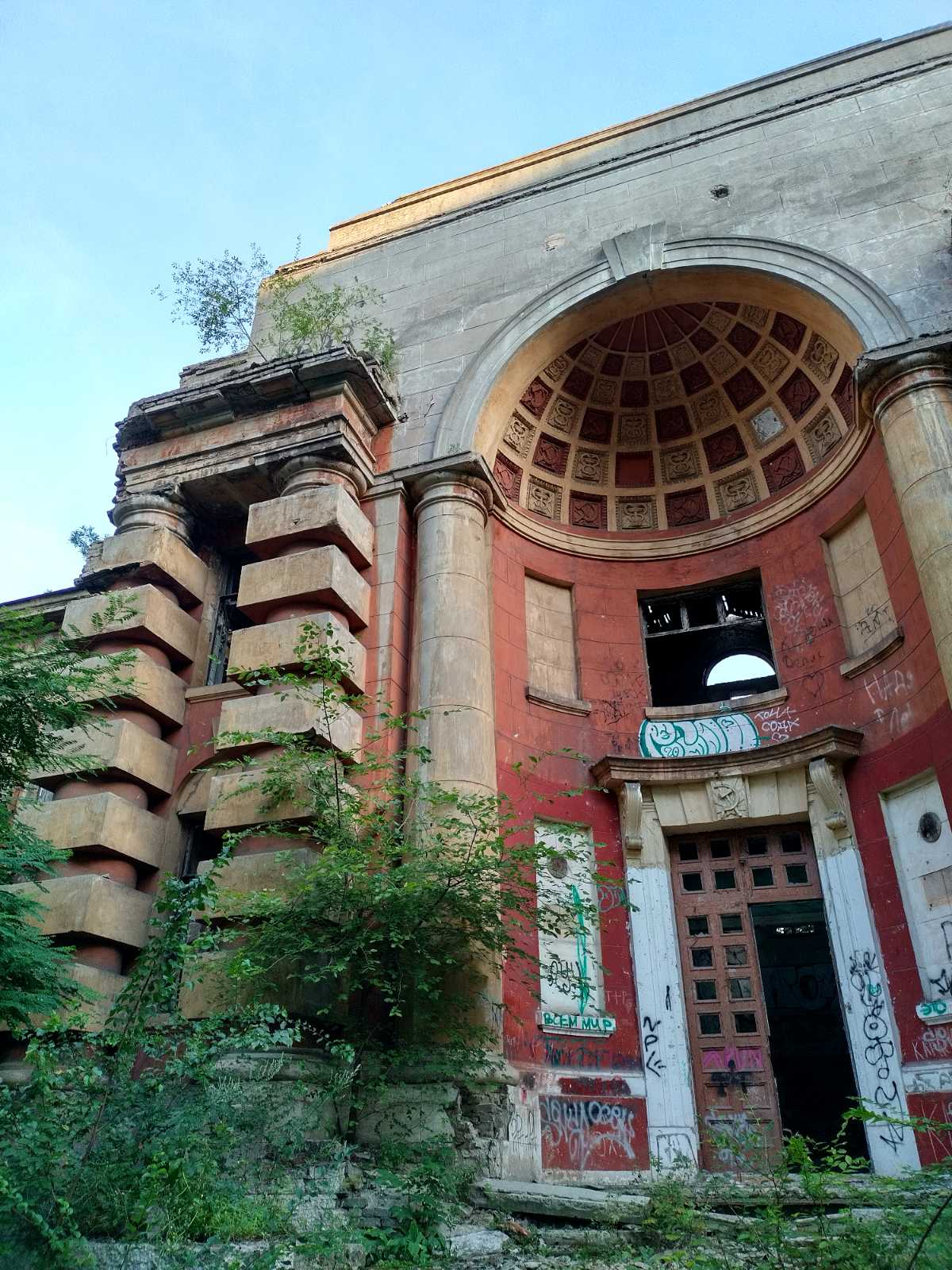
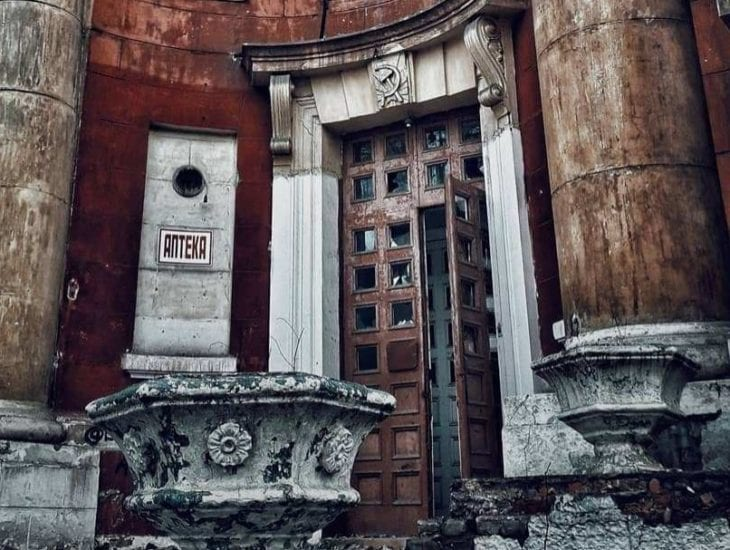
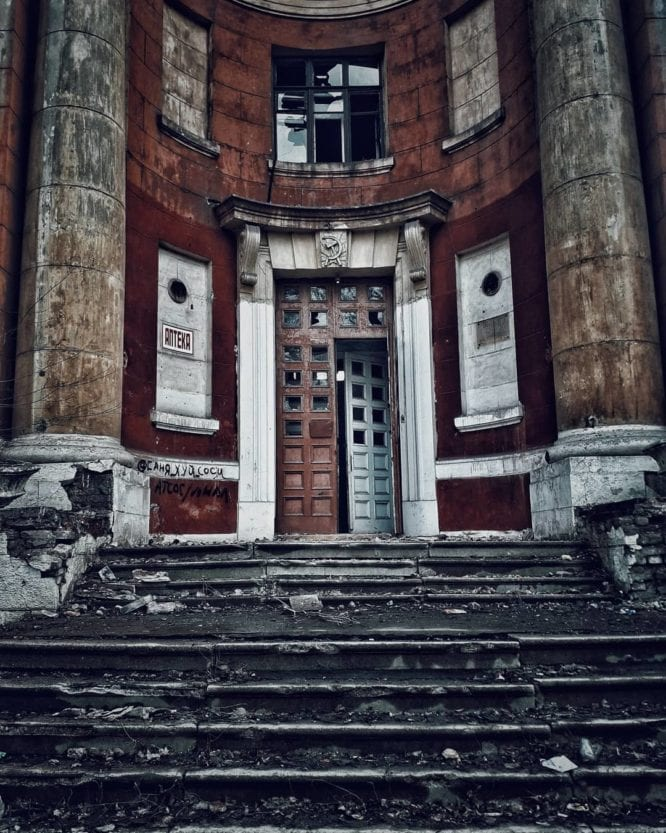
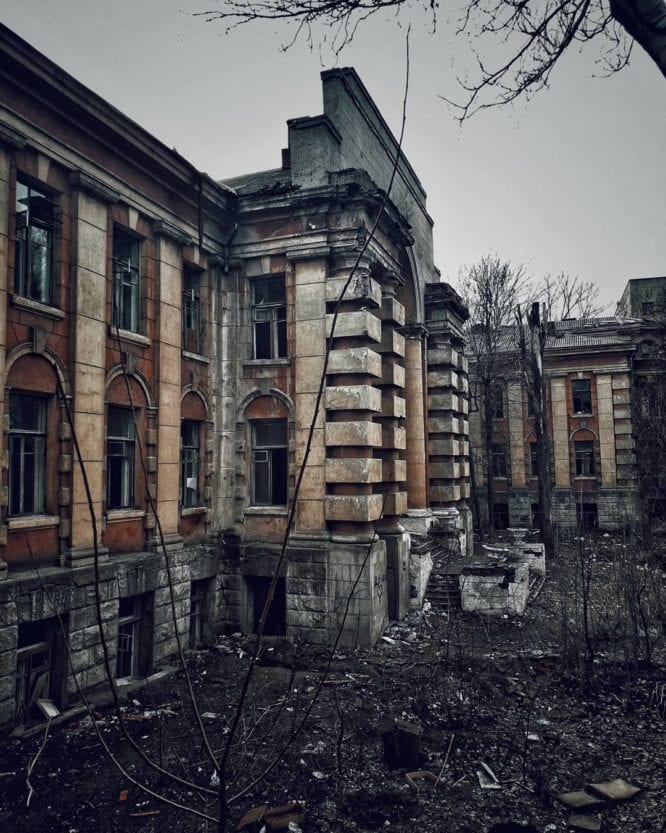
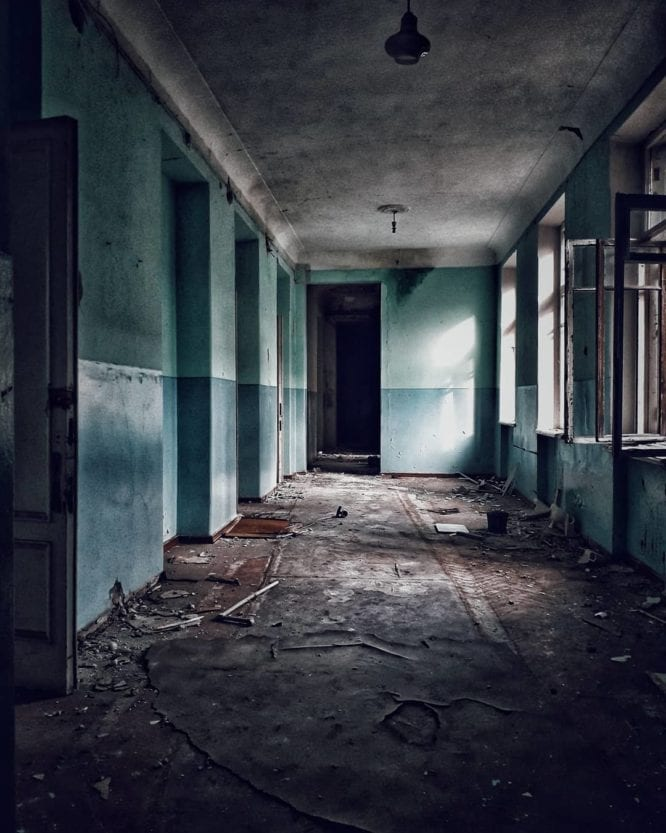
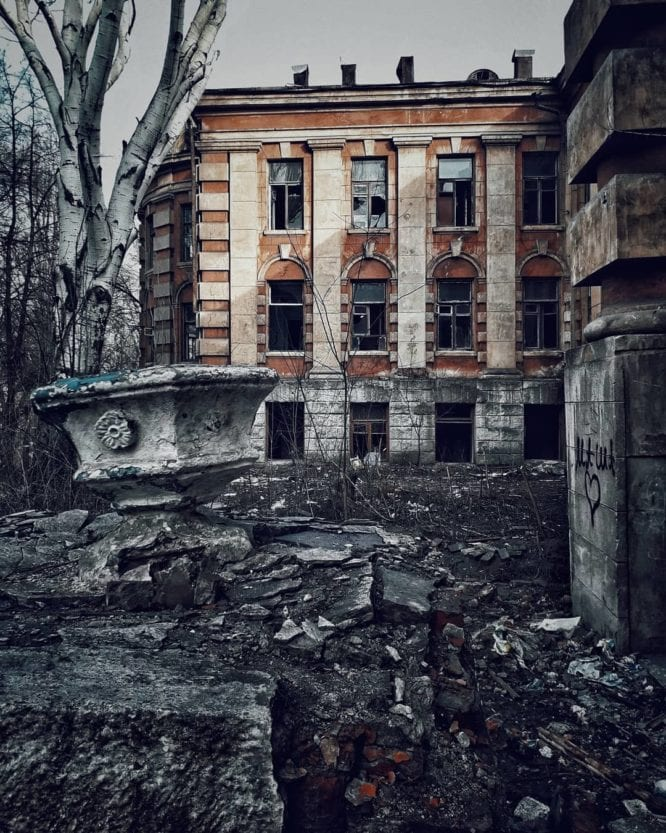
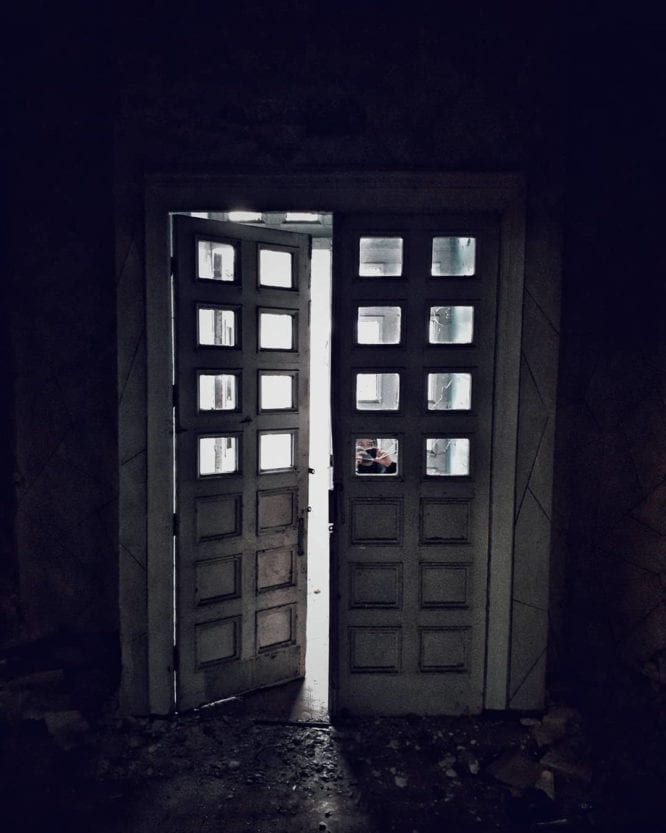
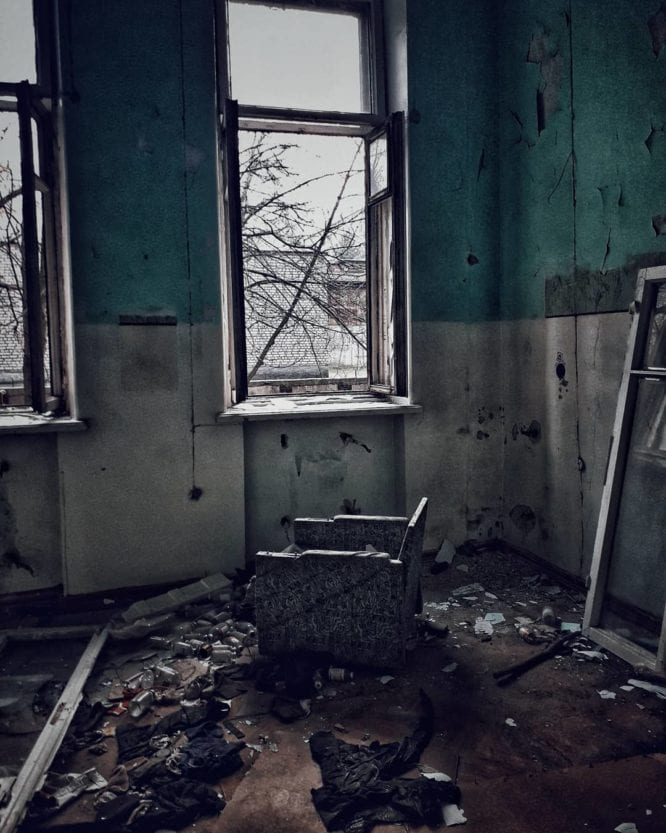
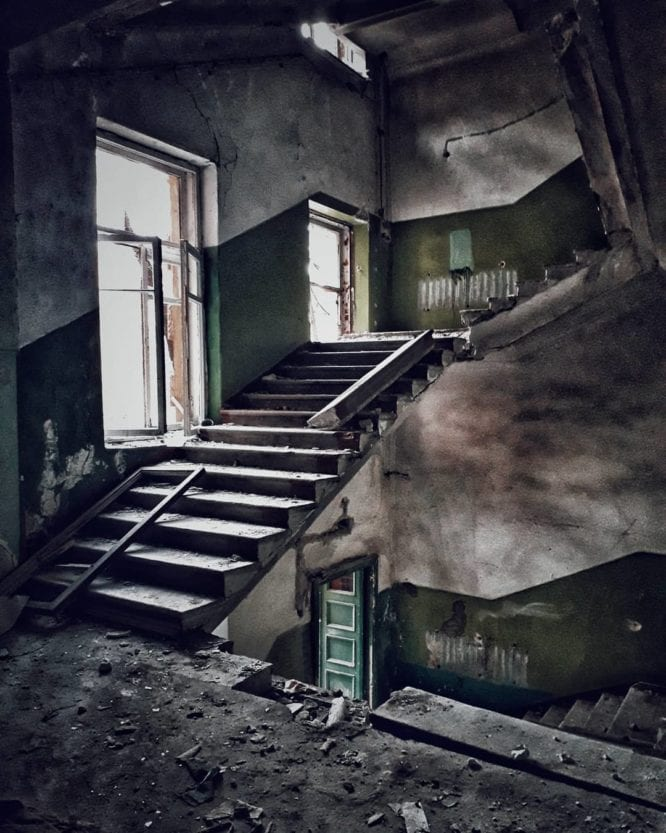